# Triple Elvis
 (décembre 2023).
Si vous disposez d'ouvrages ou d'articles de référence ou si vous connaissez des sites web de qualité traitant du thème abordé ici, merci de compléter l'article en donnant les références utiles à sa vérifiabilité et en les liant à la section « Notes et références ».
Triple Elvis [Ferus type] est un tableau réalisé par l'artiste américain Andy Warhol en 1963 et qui est aujourd'hui conservé au musée d'Art moderne de San Francisco, à San Francisco, en Californie. Exécuté  sur une toile de lin à la peinture argentée et la peinture aérosol, ce portrait représente à trois reprises l'acteur Elvis Presley debout dans une même pose. Empruntée à une photographie promotionnelle pour son western Les Rôdeurs de la plaine, cette dernière le voit pointer une arme de poing devant lui, le regard volontaire.